# 奥尔纳瓦索
奥尔纳瓦索（義大利語：Ornavasso），是意大利韦尔巴诺-库西亚-奥索拉省的一个市镇。总面积25.87平方公里，人口3382人，人口密度130.7人/平方公里（2009年）。ISTAT代码为103051。